# ایالات متحده آمریکا در المپیک تابستانی ۱۹۶۰
ایالات متحده آمریکا در بازی‌های المپیک تابستانی ۱۹۶۰ که در رم ایتالیا برگزار شد، با ۲۹۲ ورزشکار شرکت نمود و موفق به کسب ۷۱ مدال (۳۴ طلا، ۲۱ نقره، ۱۶ برنز) شد که در رتبه ۲ مسابقات قرار گرفت.